# Бреїльський міст
Бреїльський міст — підвісний автомобільний міст в Румунії, побудований через річку Дунай між Бреїлою, головним містом на сході Румунії, та протилежним берегом річки в окрузі Тулча. Це перший міст через морський сектор Дунаю та четвертий міст через румунську ділянку річки. Міст покращить пропускну спроможність району Галац-Бреїла до Констанци та Тулчі, а також сполучення між Молдовою та Добруджею. Це найбільший об'єкт інвестицій в інфраструктуру Румунії за останні 30 років.
6 липня 2023 року Бреїльський міст офіційне відкрився.

## Технічні умови

Бреїльський підвісний міст та проект сполучної дороги

Проект полягає у будівництві підвісного мосту загальною довжиною 1974,30 м з довжиною основного прольоту 1120 м та двох бічних прольотів довжиною 489,65 м на бреїльському березі річки та 364,65 м на тульчанському березі річки, двох під'їзних віадуків по 110 м довжиною з обох боків (яка додається до довжини підвісного мосту) та сполучною дорогою загальною довжиною приблизно 23 км. Весь проєкт побудований Astaldi та IHI Infrastructure Systems асоціацією з орієнтовною вартістю 433 млн євро.